# Termas do Gerês (vila)
Termas do Gerês, também conhecida como Caldas do Gerês ou simplesmente Gerês, é uma vila situada na freguesia de Vilar da Veiga, do município de Terras de Bouro. Esta povoação foi elevada à categoria de vila em 16 de agosto de 1991, sob a designação de Termas do Gerês.